# Người ăn thịt người

Ăn thịt người ở Brasil, tranh khắc của Theodor de Bry

Người ăn thịt người hay human cannibalism là việc một người ăn thịt hay các cơ quan nội tạng của người khác. Trong khoa nghiên cứu động vật học, khái niệm này được xếp vào ăn thịt đồng loại, tức là tiêu thụ toàn bộ hay một phần cá thể khác cùng loài, bao gồm cả hiện tượng ăn thịt bạn tình.

## Ghi nhận trong lịch sử
- Khoảng trước năm 1931, một phóng viên tờ The New York Times tên William Buehler Seabrook, đã mua một miếng thịt người chết vì tai nạn từ một thực tập sinh làm việc tại bệnh viện ở Sorbonne. Ông nấu nó lên và ăn với mục đích thử nghiệm. Sau khi nếm thử, William cho biết: "Nó khá ngon, giống như thịt bê, nhưng không quá non mà cũng không quá dai thịt bò. Nó không giống như bất cứ loại thịt nào tôi từng thử qua."[5][6]
- Những người sống sót trong Chuyến bay 571 của Không quân Uruguay (13/10/1972) đã ăn thịt những người tử nạn cùng đoàn để duy trì tính mạng trong suốt 72 ngày trên núi cao. Câu chuyện của họ sau này được viết thành sách và làm phim.
- Năm 1991, một người đàn ông tên Jeffrey Dahmer ở Milwaukee, Wisconsin (Mỹ) bị bắt vì các tội danh hãm hiếp, giết người hàng loạt, ái tử thi và ăn thịt người. Cảnh sát tìm thấy trong căn hộ của hắn hai quả tim người, một nửa thân trên, một túi đựng nội tạng và một túi khác đựng cánh tay.[7] Jeffrey khai có dự định sẽ ăn những bộ phận trên sau khi giết người.[8]

## Hình ảnh

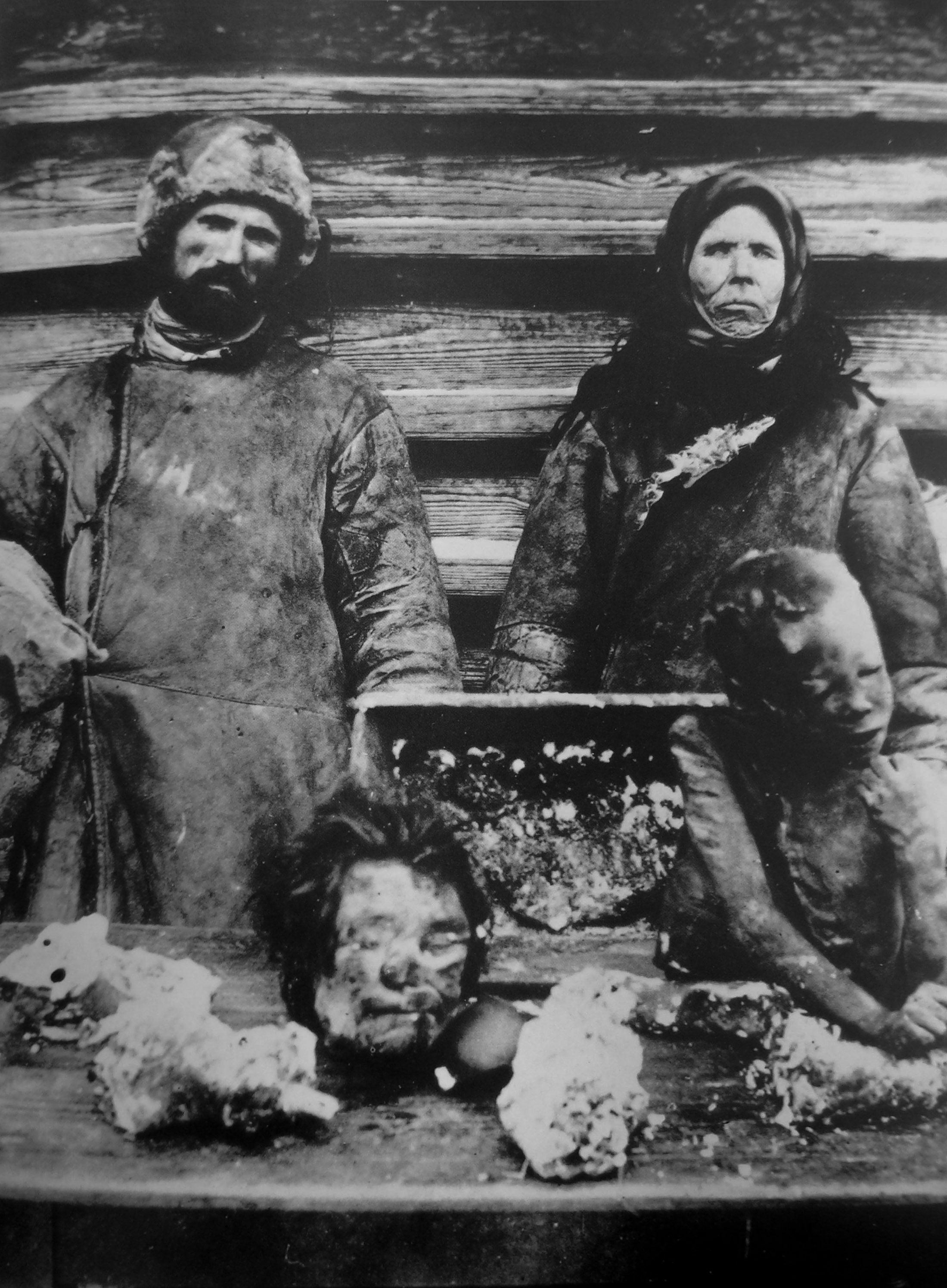
Ăn thịt người trong nạn đói Nga 1921
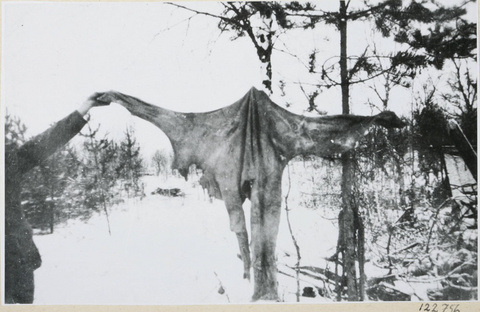
Binh lính Phần Lan bên cạnh tấm da của lính Nga bị đồng đội của mình ăn thịt ở Maaselkä.
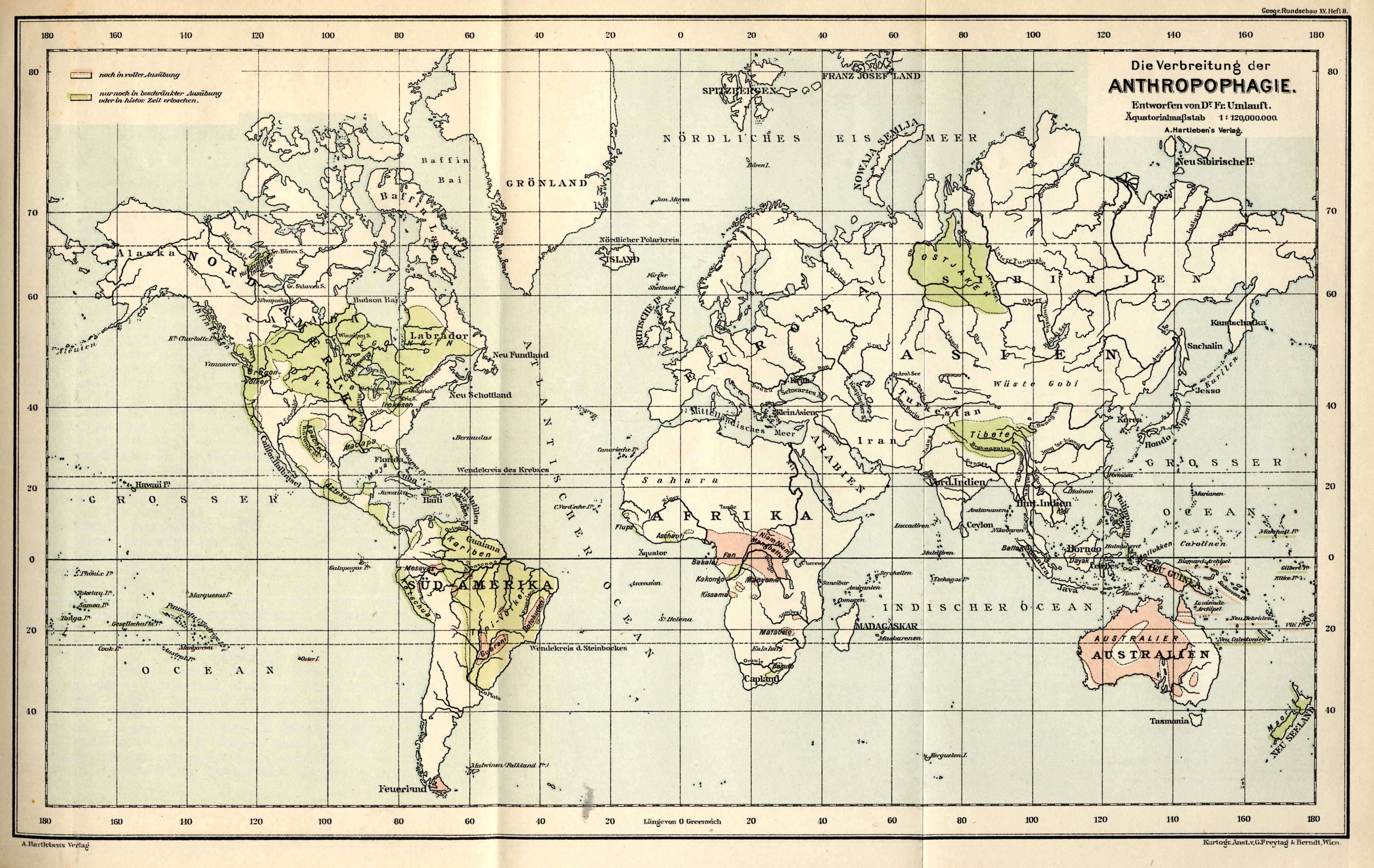
Sự lan rộng của hiện tượng người ăn thịt người trên thế giới vào cuối thế kỷ 19
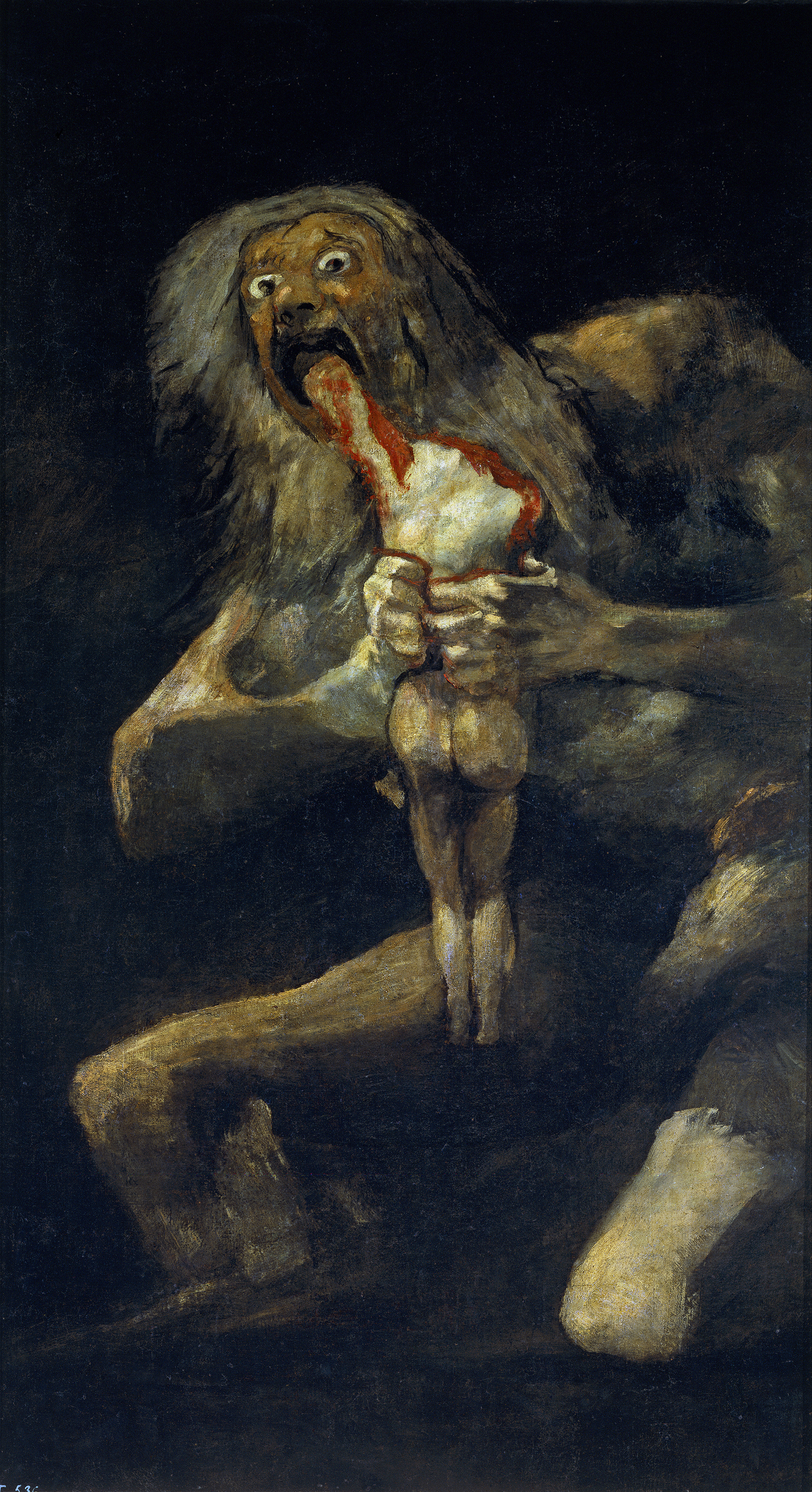
Saturn đang ăn thịt con trai, tranh của Francisco de Goya, 1819

### Web
- Is there a relation between cannibalism and amyloidosis? Lưu trữ ngày 2 tháng 10 năm 2013 tại Wayback Machine
- All about Cannibalism: The Ancient Taboo in Modern Times (Cannibalism Psychology) at CrimeLibrary.com
- Cannibalism, Víctor Montoya
- The Straight Dope Lưu trữ ngày 6 tháng 1 năm 2009 tại Wayback Machine Notes arguing that routine cannibalism is myth
- Did a mob of angry Dutch kill and eat their prime minister? Lưu trữ ngày 20 tháng 11 năm 2008 tại Wayback Machine (from The Straight Dope)
- Harry J. Brown, 'Hans Staden among the Tupinambas.'
- Exhibition All Cannibals, curator Jeanette Zwingenberger, maison rouge, Fondation Antoine de Galbert, Paris, 11.2.-15.5, 2011. Me Collectors Room, Thomas Olbricht, Berlin, 27.5–11.9. 2011. art press 2, Tous Cannibales/ Cannibals All, n°20, février 2011.| [liên kết hỏng]